# Membranicellaria dubia
Membranicellaria dubia är en mossdjursart som först beskrevs av Busk 1884.  Membranicellaria dubia ingår i släktet Membranicellaria och familjen Membranicellariidae. Inga underarter finns listade i Catalogue of Life.